# Brian Kernighan
Brian Wilson Kernighan (/ˈkɜːrnɪhæn/; sinh ngày 1 tháng 1 năm 1942) là một nhà khoa học máy tính người Canada.
Ông đã công tác tại Bell Labs và đóng góp vào sự phát triển của Unix cùng với những người sáng tạo Unix Ken Thompson và Dennis Ritchie. Tên tuổi của Kernighan được biết đến rộng rãi thông qua việc đồng tác giả cuốn sách đầu tiên về ngôn ngữ lập trình C (The C Programming Language) với Dennis Ritchie. Kernighan khẳng định mình không tham gia thiết kế ngôn ngữ C ("nó hoàn toàn là tác phẩm của Dennis Ritchie"). 
Ông là tác giả của nhiều chương trình Unix, bao gồm cả ditroff. Kernighan là đồng tác giả của AWK và AMPL ngôn ngữ lập trình. Chữ "K" của K&R C và chữ "K" trong AWK đều là lấy chữ cái trong tên gọi "Kernighan".
Cộng tác với Shen Lin, ông đã nghĩ ra heuristic nổi tiếng cho hai bài toán tối ưu hóa NP-complete: phân vùng đồ thị và bài toán người bán hàng lưu động. Để thể hiện sự công bằng của tác giả, cái trước thường được gọi là thuật toán Kernighan – Lin, trong khi cái sau được gọi là Lin – Kernighan heuristic.
Kernighan là Giáo sư Khoa học Máy tính tại Đại học Princeton từ năm 2000 và là Giám đốc Nghiên cứu Đại học tại Khoa Khoa học Máy tính. Năm 2015, ông là đồng tác giả viết quyển sách The Go Programming Language.